# Хельсинкская театральная академия
Хельсинкская театральная академия (фин. Teatterikorkeakoulu, швед. Teaterhögskola) — одна из трёх академий, входящих с 2012 года в Университет искусств, расположенный в Хельсинки, в Финляндии.
Является ведущим вузом страны в области подготовки кадров для театра и телевидения. На сентябрь 2014 года в академии обучалось 349 студентов: 315 человек на бакалавриате и в магистратуре, 34 человека — на лиценциате и в докторантуре.
Академия имеет бакалавриат, магистратуру, лиценциат и докторантуру (доктор искусств (театр / танец)) на финском или шведском языках, готовя специалистов в области актерского мастерства, режиссуры, драматургии, танцев (танцовщица и хореограф), освещения и звукового оформления, танцевальной педагогики.
Известная финская актриса и певица, дочь бывшего мэра Хельсинки, Ханна-Риикка Сиитонен (1970—2018), окончила Академию.